# 板齒鼠屬
板齒鼠屬（Bandicota），哺乳綱、囓齒目、鼠科的一屬，而與板齒鼠屬（大板齒鼠）同科的動物尚有長頸姬鼠屬（長頸姬鼠）、長尾巨鼠屬（長尾巨鼠）、壟鼠屬（埃塞壟鼠）、伊山鼠屬（伊山鼠）等之數種哺乳動物。

## 下属物种
本属包括以下物种：
- 小板齿鼠 Bandicota bengalensis
- 板齿鼠 Bandicota indica
- 缅甸板齿鼠 Bandicota savilei